# Pieter G. Buckinx
Pieter Geert Buckinx (Kortessem, 6 februari 1903 - Jette, 21 januari 1987) was een Vlaams dichter en schrijver.
Hij schreef ook onder pseudoniem Piet de Beuk.

## Levensloop
Pieter Buckinx was een van de vijf kinderen in het gezin van Bonaventure Buckinx en Celestina Stas. Bonaventure schreef volkse gedichten in Het Limburgs Jaarboek. Pieter volgde middelbaar onderwijs aan het Onze-Lieve-Vrouwecollege te Tongeren.
Hij werd rijksambtenaar in Brussel en doorliep een carrière onder meer in het Vast Wervingssecretariaat. Hij trouwde met Charlotte Oosterlinck (°1905 +1988).

## Letterkundige
Buckinx begon in de literatuur via het toneel. In 1923 werd hij spelend lid in de toneelgroep Gudrun. Hij schreef verschillende toneelstukken, een paar onder pseudoniem. Hij schreef toneelkronieken in Averbodes Weekblad, De Kunstgids en in Toneelgids. Na de Tweede Wereldoorlog recenseerde hij het toneelleven voor de Belgische nationale radio-omroep. Hij doceerde ook toneelletterkunde aan het instituut voor journalisten te Brussel.
In 1922 werden zijn eerste gedichten gepubliceerd in de krant De Schelde, die geleid werd door Paul De Mont. Weldra richtte hij zich voornamelijk op het schrijven van poëzie. Samen met onder meer René Verbeeck en André Demedts werd hij gerekend tot de postexpressionisten. Hij gaf aan de invloed te hebben ondergaan van Wies Moens, Marnix Gijsen en Walt Whitman. Hij had ontmoetingen met Paul van Ostaijen en André Demedts.
Buckinx verzette zich tegen de kunst als vertolker van politieke, sociale of esthetische opvattingen. In 1930 schreef hij: "Poëzie moet niets dan poëzie zijn, klaar als de klare diepte van het meer en toch zo ondoorgrondelijk duister als de diepe bodem van het meer."
Dichten was voor P.G. Buckinx het resultaat van een diepe existentiële bekommernis, waarbij hij zich bewoog tussen verbondenheid met de aarde en onthechting ervan. Hij koos voor een strenge versbouw, met een klassieke prosodie, maar met een modernistische beeldspraak.
In 1930 richtte hij samen met Jan Vercammen, René Verbeeck en André Demedts het tijdschrift De Tijdstroom op (1930-1934). Hij richtte vervolgens met René Verbeeck en Paul De Vree het tijdschrift Vormen op (1936-1940). André Demedts en René Felix Lissens voegden zich weldra bij de redactieploeg. In 1939 werd hij redactielid van Dietsche Warande en Belfort.
René Verbeeck schreef over de poëzie van Buckinx: "Toen ontstonden de gedichten waaruit alle godsdienstige en politieke inslag geweerd was, en die geen zichtbaar verband meer toonden met de feiten van het dagelijks leven. De levenservaringen werden in zijn poëzie ontdaan van alle anekdotiek en lokalisatie; hij tracht alleen nog de reagerende huivering van de ziel in de melodie en het ritme van de woorden op te vangen." En over zijn poëzie van na 1960 schreef hij: "Het innerlijke dualisme is overbrugd, de onthechting heeft tot berusting geleid. Het kille bergland en het bloedwarme dal zijn geen antipoden meer, maar vullen elkaar aan en ontmoeten elkaar in de zachte 'bergwei'."

## Eerbetoon
- 1939: Prijs van Brabant voor poëzie
- 1940: Hendrik van Veldekeprijs
- 1946: Driejaarlijkse Interprovinciale Prijs van Vlaanderen voor poëzie voor De vleugelen van Icarus
- 1947: Prijs Scriptores Catholici
- 1958: Laureaat Referendum Vlaamse Letterkundigen (Boekenweek Antwerpen)
- 1962: Laureaat Referendum Vlaamse Letterkundigen (Boekenweek Antwerpen)
- 1964: Karel van de Woestijneprijs van Sabam
- 1983: Driejaarlijkse Staatsprijs voor Poëzie voor het hele oeuvre

In 1969 werd hij lid van de Koninklijke Vlaamse Academie.
Vele van zijn teksten werden door componisten als Arthur Meulemans en Willem Kersters op muziek gezet.

## Publicaties

### Poëzie
- De doortocht, De Zon, Brussel (1927)
- Wachtvuren, Steenlandt, Kortrijk (1929)
- De dans der kristallen, Eenhoorn, Mechelen (1936 & 1939)
- Droomvuur. Kleine ode aan het leven en de dood, Nederlandsche Boekhandel, Antwerpen (1940)
- De vleugelen van Icarus, Nederlandsche Boekhandel, Antwerpen (1944)
- De verzoeking der armoede, Elsevier, Amsterdam/Brussel (1950)
- Voorjaar aan zee (1955 & 1980)
- De oevers van de stroom, Colibrant, Drongen (1958)
- De zevende dag, Colibrant, Drongen (1961)
- Brandhout voor de kou. Bloemlezing uit het werk van Pieter G. Buckinx, ter gelegenheid van de zestigste verjaardag van de dichter, Colibrant, Drongen, Met een inleidend essay door René Felix Lissens, (1963).
- Zeven gedichten. Een Limburgse suite, De Tijdspiegel, Hasselt (1963)
- Voorbij de grenzen, Heideland, Hasselt (1965)
- Blijdschap is een boom, Orion-Colibrant, Deurle (1967)
- Bijna aan de grens, Orion-Colibrant, Lier (1975)
- Verzamelde gedichten, Orion-Colibrant, Beveren (1982)
- Late gedichten, postume publicatie door Pieter G Bunckinx-genootschap (1988)
- Spaanse gedichten, postume publicatie, Point, Ninove (1989)
- Marie Louise Buckinx (1992)
- Bloesems van mijn droom, bloemlezing samengesteld door Rudolf Van de Perre, Lannoo, Tielt, in samenwerking met de Pieter Geert Buckinx stichting vzw (1997)
- Sneeuw en vuur, bloemlezing met een inleiding door Rudolf van de Perre, Parnassus Retroreeks, Leuven (2009)

### Monografieën
- Staf Bruggen, Steenlandt, Kortrijk (1929)
- Maurice Cantens (1960)
- Paul de Mont 1895-1950, met bloemlezing, A. Manteau, Brussel, (1961)
- Arnold Sauwen, Helios, Antwerpen, Monografieën over Vlaamse letterkunde (1967)
- Paul Lebeau Nederlandsche boekhandel, Antwerpen, Monografieën over Vlaamse letterkunde (1979)

### Luisterspelen
- De Brusselse vigilantkoetsiers
- De tredmolen, gerythmeerde verbeeldingen, Regenboog, Antwerpen (1926)
- De venster naar de zon (1953), NIR, Brussel (1952)

### Kinderboeken
- De kikker, het meisje en de leeuw, Het Fonteintje, Borgerhout (1958)
- Ik zing de ganse dag, Het Fonteintje, Borgerhout (1959)
- De koningen uit het kaartspel, Het Fonteintje, Borgerhout (1959)
- Mijn kleine prins Joepie, Heideland, Hasselt (1972)

### Toneel
- Ina, spel in twee bedrijven, G. Michiels, Tongeren (1922)
- Kerels, spel van verdrukking in één bedrijf, Palmer Putman, Waregem (1922)
- Gebroken droom, dramatische schets in één bedrijf, A. Deraedt-Verhoye, Roeselare (1925)

### Essays
- De dichter Anthonie Donker, in: Dietsche Warande & Belfort (1955)
- De moderne Vlaamse poëzie, met een naschrift van R.F. Lissens, Standaardboekhandel, Antwzerpen (1956)
- De moeder van Guido Gezelle, in: Dietsche Warande & Belfort (1954)
- Astrid, de geliefde koningin (met Cyriel Verleyen), De Sikkel, Antwerpen (1961).
- De poëzie van Jan van Nijlen getoetst aan zijn jeugdervaringen, in: Jaarboek van de Koninklijke Vlaamse Academie voor Taal- en Letterkunde, Gent (1971)
- Het ligt voor de hand (autobiografie), Descléé de Brouwer, Brugge (1969)
- Het vierde lustrum van mijn generatie, in: De Vlaamse Gids (1970)
- Herdenking van Ernest Claes, Koninklijke Vlaamse Academie voor taal- en letterkunde, Gent (1971)
- Schouder aan schouder: speurtocht in de poëzie van dichters van ‘t Fonteintje: de dichter Edward Hoornik, Koninklijke Vlaamse Academie voor taal- en letterkunde, Gent (1971)
- Luc de Decker, Gemini, Aalst (1973)

### Vertaling
- Het vonnis van de zee, vertaling van Gertrud von le Fort, 'Das Gericht des Meeres', met een essay over Gertrud von le Fort door Urbain van de Voorde, Lannoo, Tielt, 1964.

### Roman
- De wijzers van het uurwerk, aangetroffen in de nalatenschap, Pieter Buckinxstichting, Kortessem, [2003].